# Antonov An-2
Dimensions
L'An-2, aussi connu sous le nom de Kukuruznik, est un avion biplan monomoteur polyvalent conçu par le bureau constructeur Antonov. Il fit son premier vol le 31 août 1947 et fut produit à plus de 18 000 exemplaires en URSS, Pologne, Chine et Colombie. Revendiquant le titre de plus gros biplan monomoteur au monde, cet appareil robuste, économique et d’entretien facile, a volé sous presque tous les cieux de la planète et dans les rôles les plus variés : transport de passagers, cargo ou de travail agricole, transport de parachutistes, transport sanitaire, lutte contre l'incendie, hydravion, photographique, exploration météorologique ... De nombreux exemplaires sont aujourd'hui encore en état de vol et effectuent des vols de tourisme lors de meetings aériens.
Il a été baptisé Colt dans la codification OTAN.

## Origine
En 1940, Oleg K. Antonov travaillait déjà à l’idée d’un appareil de travail agricole, mais le contexte du moment ne s’y prêtait pas. Son bureau d’études (OKB) à peine constitué, il reprit ce projet et, après avoir étudié plusieurs configurations possibles, opta pour la formule biplan. Par instruction ministérielle, le futur appareil devait recevoir un moteur Chvétsov ASh-21, mais compte tenu du tonnage de l’appareil envisagé, le ASh-62IR, plus puissant (1 000 ch), semblait mieux adapté. Baptisé SKhA-1, le prototype effectua son premier vol le 31 août 1947 avec un moteur ASh-21, piloté par P.N. Volodin. Les deux moteurs étaient interchangeables et les essais, qui se poursuivirent jusqu’en juillet 1948, démontrèrent qu’avec le Chvétsov ASh-62IR, l’appareil pouvait répondre à de nombreux besoins et ce moteur fut donc finalement retenu.

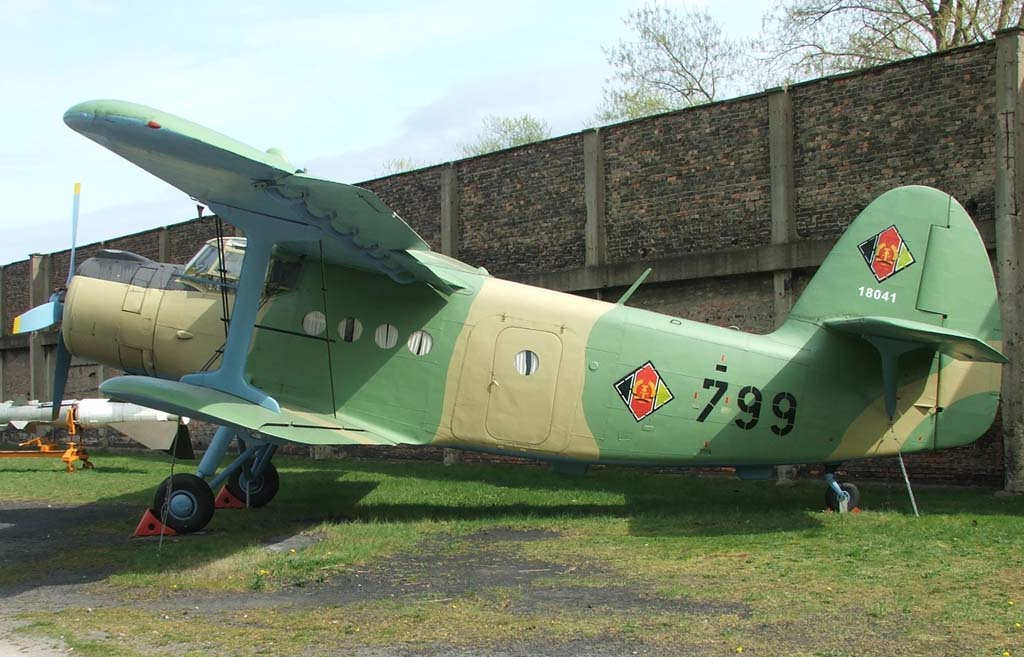
Antonov An-2 de la défunte Force aérienne de l'armée populaire nationale de l'Allemagne de l’Est à Peenemünde en 2007.

## Description

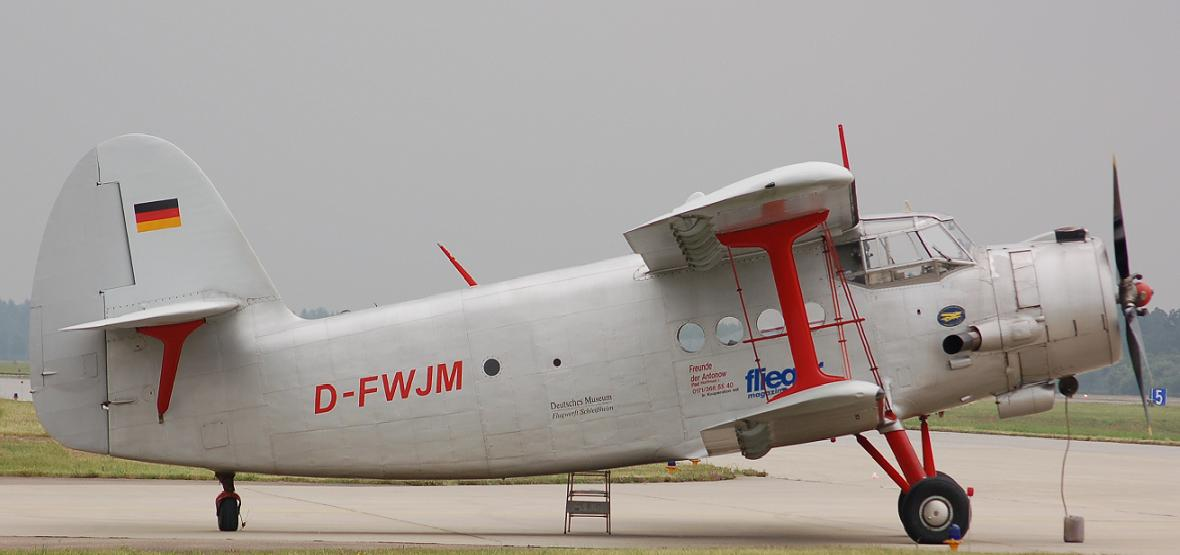
Antonov An-2 sur le terrain de Manching en juillet 2006

L'An-2 est un biplan à ailes inégales (sesquiplan). La voilure a une structure métallique entoilée, les dernières séries possédant un revêtement métallique en avant du longeron principal. L’entreplan est maintenu par des monomats à semelles élargies, l’ensemble étant raidi par un double haubanage croisé. Le plan supérieur, qui reçoit les six réservoirs de carburant pour une capacité totale de 1 200 litres (900 kg) est équipé sur toute l’envergure de becs automatiques de bord d’attaque. Ceux-ci sont combinés avec des volets à fente occupant la totalité du bord de fuite du plan inférieur et la moitié du bord de fuite du plan supérieur, qui reçoit également les ailerons. Ces dispositifs hypersustentateurs permettent à l’An-2 de décoller ou atterrir sur 150 à 180 m, donc sur des terrains courts, voire de fortune. Toutes les surfaces mobiles sont commandées par câbles, mais on note un trim électrique à l’aileron gauche.
Le fuselage est construit essentiellement en alliage d’aluminium (Duralumin) D-16T. On trouve à l’avant un moteur en étoile entraînant une hélice quadripale AV-2 à pas variable et consommant environ 175 l/h de carburant. Le moteur peut être démarré à la main en tournant une manivelle,.
Le poste de pilotage qui lui fait suite est biplace, équipé de façon standard en double commande et d’un pilotage sans visibilité, l’appareil pouvant être piloté par un seul homme uniquement en cas de transport de fret sans passager. Le cockpit a la particularité de posséder un urinoir du côté gauche L’accès au fuselage se fait par une porte située à gauche, en arrière de l’aile (1,53 × 1,46 m), intégrée à une porte cargo plus large sur de nombreuses versions.
L’An-2 repose sur un train classique fixe, le train principal, repris de l'Iliouchine Il-2, comprend deux ensembles amortis indépendants normalement équipés de roues à pneus basse pression et freins à commande pneumatique. Ce train peut recevoir des skis également équipés de freins à commande. La roulette de queue est reprise du Tupolev Tu-2.

## Versions

### Antonov An-2
- An-2F : Appareil de reconnaissance photographique et d’observation d’artillerie de nuit. La partie arrière du fuselage était sensiblement redessinée, largement vitrée, avec un empennage bidérive et une mitrailleuse UBT ou un canon NS-23. Le prototype vola en avril 1949 aux mains de A.E.Pashkevich, mais aucune commande de série ne suivra, les hélicoptères étant jugés preférables pour ce genre de tâche. les essais s’achevent en février 1950. Deux prototypes seulement sont produits[5].
- An-2L : Appareil de lutte contre les incendies, des produits retardants étant emportés dans des réservoirs en fibre de verre situés sous les ailes et le fuselage.
- An-2LV : (Lesnoj Vodnij, hydravion forestier). Appareil de lutte contre les incendies, équipé de flotteurs comme l'An-2V, ces flotteurs étant pourvus d'écopes permettant d'embarquer 630 litres d'eau par flotteur. Cette version fut mise en service en 1969.
- An-2M : Petite série produite après 1960 en URSS par conversion d’appareils plus anciens. Il s’agit d'une version de travail agricole dont le cockpit dispose de l’air conditionné. Le fuselage est légèrement allongé avec une dérive redessinée, plus anguleuse, le train d’atterrissage repositionné, la capacité d’emport portée à 1 960 litres et le système de pulvérisation modifié pour en améliorer l’efficacité. Certifiée pour opérations en monoplace, cette variante a effectué son premier vol le 20 mai 1964. Une fois le réservoir de produits retiré, l’avion est utilisable en cargo léger.
- An-2P : (Passazhirskij, passager). Modèle de base, pouvant transporter dix à quatorze passagers ou 1 240 kg de fret[6]. Au début des années 1990, cette version aura transporté près de 370 millions de personnes et plus de 9 millions de tonnes de fret et de courrier[4].
- An-2P : (Protivopozharnij) Nouvelle version de lutte contre les incendies dérivée de l'An-2V en 1964, les flotteurs pouvant embarquer 1 240 litres d'eau.
- An-2T : Première version produite en série, avion de transport utilitaire équipé d’une porte cargo (1,39 × 1,55 m) desservant une cabine d'un volume utile de 4,10 × 1,60 × 1,80 m pour une charge utile de 1 500 à 2 000 kg.
- An-2SKh : Version de travail agricole d' l'An-2P avec amortisseurs du train principal à course allongée. L'équipement de pulvérisation comprenait initialement un réservoir de 1 400 litres en cabine et une buse sous le fuselage permettant de couvrir une bande de terrain de 18 à 22 m de large. En 1975 ce système fut remplacé par un équipement RTSh-1 (trois buses) permettant de couvrir une largeur de 34 à 36 m. Par la suite fut installé un tube courant sur toute l'envergure du plan inférieur, avec buses multiples. Entraînée par une petite hélice, la pompe permet de pulvériser 18 litres de produit par seconde sur une bande de 30 m.
- An-2V : (Vodnij, hydravion) Version hydravion en catamaran de l'An-T[7], également désignée An-4. La masse maximale au décollage de 5 250 kg est inchangée, mais l'hélice est une AV-2R à pas réversible. Les flotteurs (6 m3 et 220 kg chacun) sont fixés au fuselage par six mâts et un haubanage souple. (Waterborne or Hydroplanetwin-float model with shorter propeller blades, « V » stands for Vodnij (Waterborne or Hydroplane). Ces flotteurs peuvent être installés sur toutes les versions de l'An-2 par quatre personnes en 20 heures.
- An-2VA : Bombardier d'eau
- An-2ZA : (Zondirovanie Atmosfery, prélèvements atmosphériques). Appareil de recherches météorologiques à haute altitude, également désigné An-6 et reconnaissable à la présence d'un poste vitré supplémentaire en avant de la dérive, utilisé en particulier pour surveiller le givrage de l'aile. Le moteur ASh-621R est équipé d'un compresseur TK visible à droite du capot-moteur, afin de maintenir la puissance du moteur jusqu'à 10 000 m, la casserole d'hélice est supprimée pour améliorer le refroidissement du moteur et les ailerons d'origine sont remplacés par des ailerons sans fente.

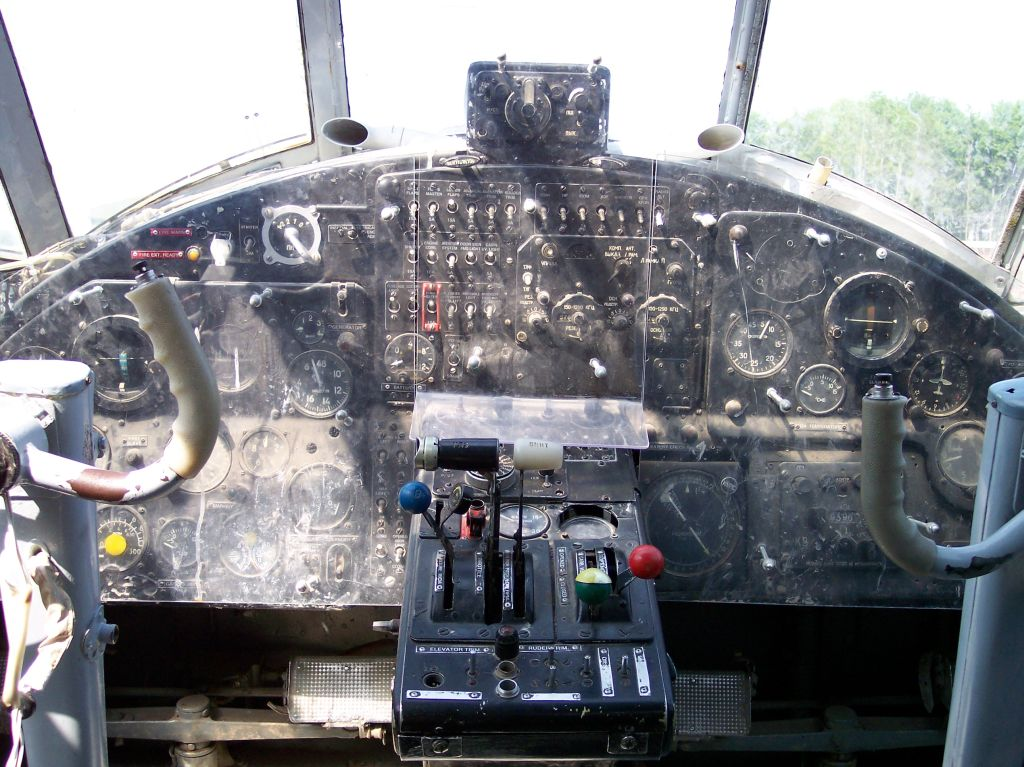
Vue du cockpit.

### Nanchang Y-5
Une licence de production fut accordée à la Chine, le premier Yunshuji-5 (Avion de Transport 5) sortant des chaînes chinoises de Nanchang en décembre 1957. La production fut ensuite transférée chez Shijiazhuang Aircraft Industry Co Ltd.
- Y-5A : Transport de troupes.
- Y-5B : Appareil de travail agricole[8].
- Y-5C : Hydravion.
- Y-5N : Appareil polyvalent.

- Drones :

Une version dronisée du Y-5B, nommé FH-98, est développée par la Société de sciences et technologies aérospatiales de Chine et la société de livraison SF Express. Sa capacité est de 1 500 kg. Son premier vol a lieu en octobre 2018.
HY100, d'une capacité maximum de 1,9t, a obtenu son certificat de navigabilité en novembre 2020. En 2021, ZTO Express a inauguré la première ligne de transport régionale sans pilote en Chine entre Tiemenguan (en) et Aral (Xinjiang) avec cet appareil.

### PZL-Mielec An-2
En 1960, la production du biplan Antonov An-2 fut transférée en République populaire de Pologne, l’accord de licence initial portant sur deux versions seulement, An-2T de transport et An-2R de travail agricole. Le premier appareil construit en Pologne est sorti d’usine le 23 octobre 1960. De nombreuses versions, destinées en particulier à l’exportation, apparurent par la suite, dont les désignations ne recoupent pas nécessairement les désignations soviétiques, d'où parfois une certaine confusion. La production polonaise a dépassé les 11 950 exemplaires, dont 10 440 destinés à la seule URSS.
- An-2 Geofiz : Appareil équipé pour les recherches géophysiques.
- An-2LW
- An-2M : Version hydravion du (PZL) An-2T, équivalent de l'An-2V soviétique.
- An-2P : Version de transport similaire à l’An-2P produit en URSS mais avec une insonorisation de cabine améliorée et une nouvelle hélice.
- An-2PK : Version de transport VIP pour 5 passagers seulement.
- An-2PR : Appareil utilisé comme relais de télévision.
- An-2P-Photo : Spécialement aménagé pour les relevés photogramétriques.
- An-2R : Cette version de travail agricole qui apparut en 1964 est une des deux versions de base, produite à 7 777 exemplaires. Le cockpit est étanche, l’empennage est agrandi et l’appareil peut recevoir dans une trémie en fibre de verre 1 960 ou 1 350 kg de fertilisant.
- An-2S : Transport sanitaire, 3 civières et 2 assistants médicaux[11].
- An-2T : Transport utilitaire. Version de base produite en Pologne à partir de 1960 avec le (PZL) An-2R. Va rapidement se décliner en TD et TP.
  - An-2TD : (Transportno-Desanrnij) Transport de parachutistes, la cabine étant équipée de strapontins pour 12 hommes[12].
  - An-2TP : (Transportno-Passazhirskij) Version de transport passagers et cargo dérivé de l'An-2TD[13].

### PZL-Mielec An-3
C'est en 1972 que débuta en Pologne le développement d'une version turbopropulsée de l'An-2, après l'échec du WSK-PZL Mielec M-15 Belphegor, appareil agricole à réaction qui ne se révélera pas assez robuste pour les conditions de travail imposées aux avions agricoles. C’est seulement en 1979 que débuta le travail sérieux sur cet appareil, dont le prototype a pris l’air en 1984 avec un turbopropulseur Glushenkov (en) TVD-10B. Le 12 décembre 1985 à Podkievskoe, Ukraine, Vladimir Lysenko porta le record d’altitude sous-classe C-1f (masse maximale au décollage comprise entre 6 000 et 9 000 kg), Groupe 2 (turbopropulseurs) avec charge de 1 000 et 2 000 kg à 6 100 m.
Cette conversion devrait intéresser selon ses promoteurs quelque 2 000 appareils en Europe et Amérique latine, mais la firme Polyot Enterprise d'Omsk a connu de nombreuses difficultés pour obtenir la certification.
L'avion a finalement été certifié en 1991 avec un turbopropulseur TDV 20 de 1 375 ch, son prix de vente (y compris la cellule d'un An-2 rénovée) fixé à ~1 500 000 USD, et il connaît un certain succès du fait de ses excellentes performances et de son prix réduit.

### TVS-2DTS
L'usine d'aviation d'Oulan-Oude (OOAZ, une entité du groupe Hélicoptères de Russie) a fait voler mi-2016 le TVS-2DTS, un prototype d'un biplan à ailes jointives en matériaux composites basé sur une cellule d'Antonov An-2 motorisé par une turbine Garrett TPE331-12UAN d’Honeywell ayant une vitesse de croisière maximale de 250 km/h.
Il a été officiellement présenté en 2017 au Salon international aérospatial de Moscou. Le TVS-2DTS est prévu pour des missions de transport de passagers, d’évacuation médicale, de lutte-incendie et de travaux agricoles.
OOAZ a signé en avril 2018 un accord pour la livraison de 200 TVS-2DTS pour Polar Airlines qui seraient produits en Russie à partir de 2019 et livrés entre 2021 et 2025.

## Utilisateurs

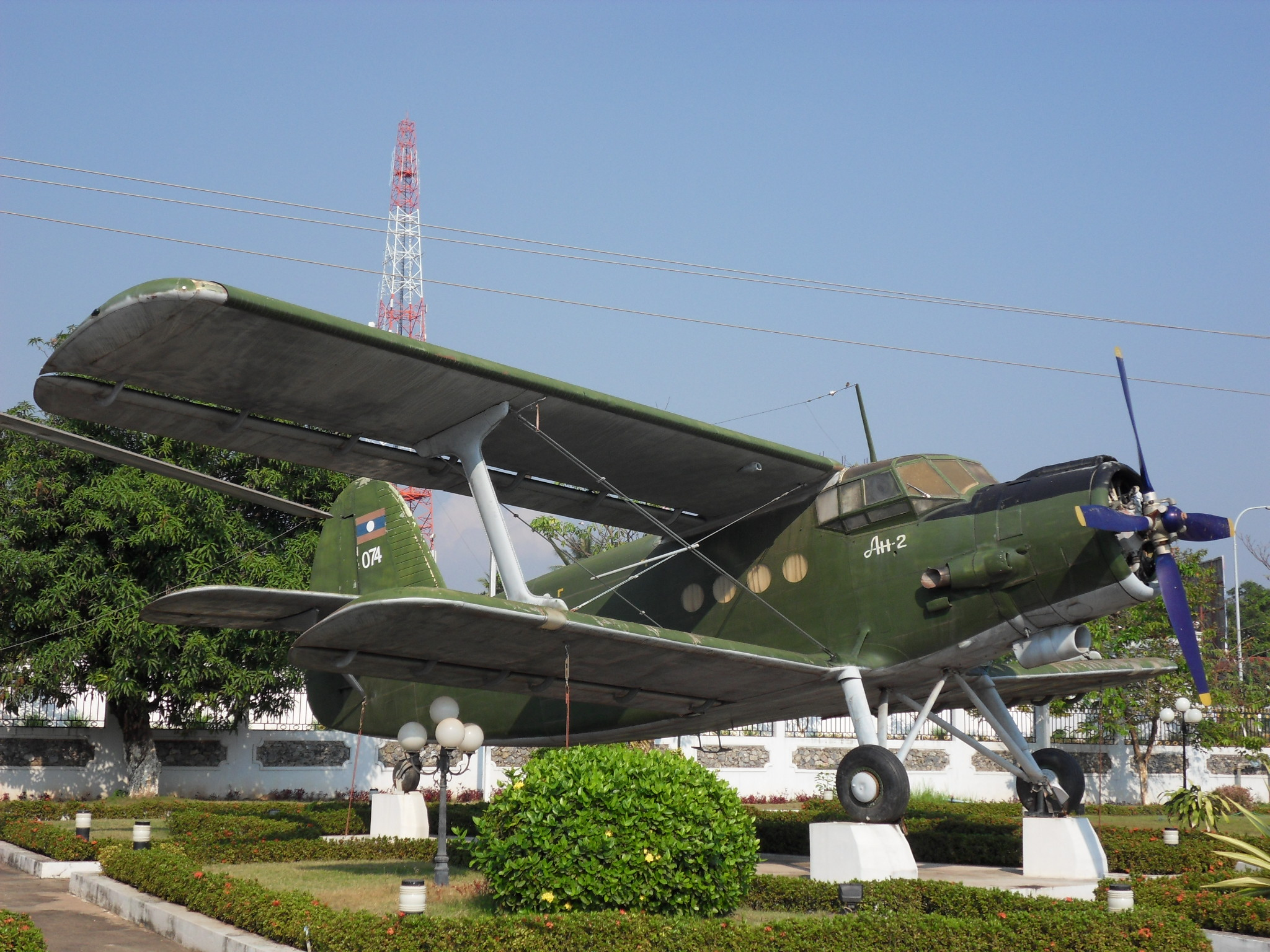
Un An-2 laotien au Musée de l'Armée de Vientiane. Cet exemplaire a été utilisé comme avion-cargo en 1973.

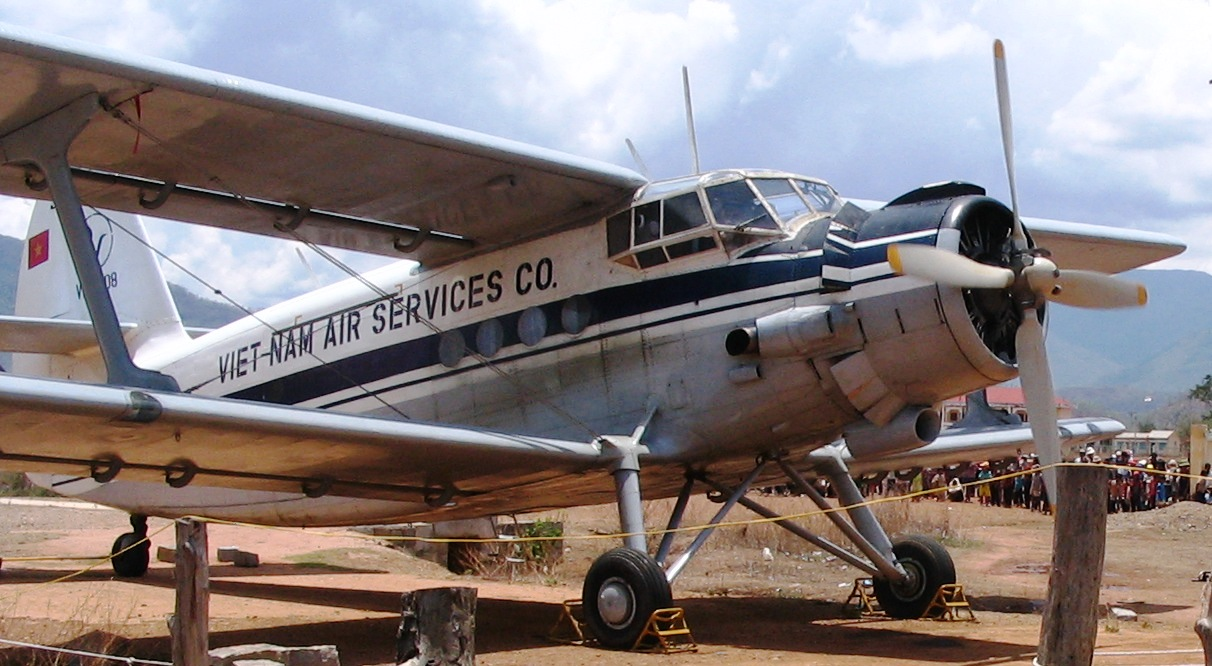
Un An-2 de VASCO, Vietnam, 2005.

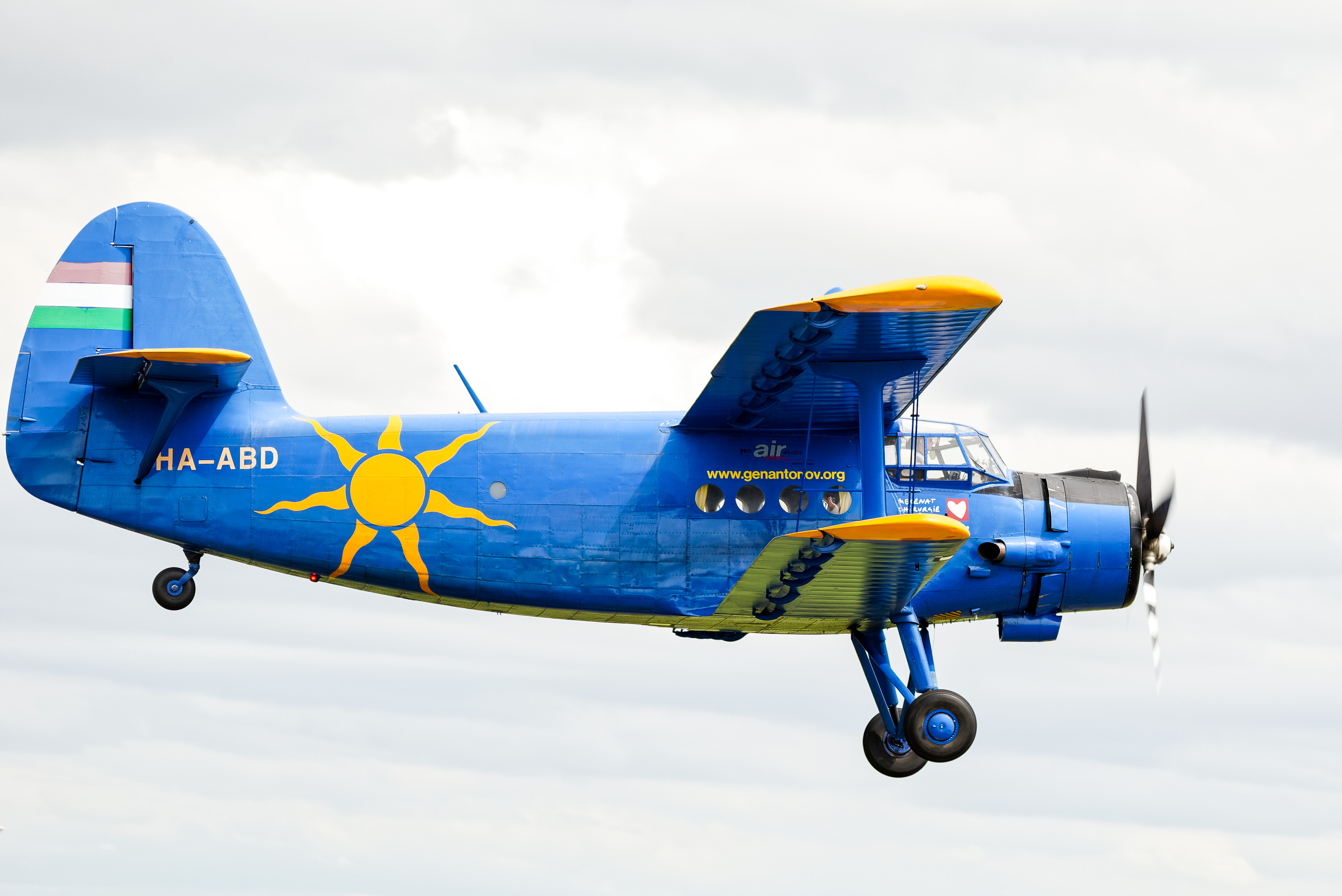
L'An-2 de l'association GenAIRation Antonov lors d'un meeting à l'aérodrome de Dijon - Darois.

- République démocratique d'Afghanistan : Utilisé de 1979 à 1988. Au moins un exemplaire perdu en opérations militaires.
- Albanie : 13 Y-5 d’origine chinoise ont été livrés à l’Albanie en 1963/64 et versés à la 1re escadrille du 4050e régiment de l’armée populaire à Tirana. 10 exemplaires étaient encore en service en 1986, et un nombre indéterminé en 1999.
- Allemagne de l'Est : L'An-2 était surnommé au sein des troupes de la NVA en République démocratique allemande Anna, Tante Anna ou Kastendrachen.
- Angola : On comptait 10 appareils en service dans l’armée en 1986.
- Bulgarie :
- Chine : En 2003, les Y-5 équipaient toujours la première école de pilotage de Harbin et les centres de formation de parachutistes.
- Colombie : En 1989, la société AICSA a assemblé 2 An-2 à partir de kits fournis par Pezetel.
- Corée du Nord : Utilise des Y-5
- Cuba : En 1986, on comptait encore une trentaine d’An-2 en service dans l’aviation révolutionnaire cubaine répartis entre les 15e Regimiento de Transporte, 151e Escuadrón de Transporte basé à Cienfuegos, 25e Regimiento de Transporte, 251e Escuadrón de Transporte basé à la Havane et 252e Escuadrón de Transporte basé à San Antonio de los Baños, et 35e Regimiento de Transportede Transporte, 351e Escuadrón de Transporte basé à Santiago de Cuba. Il est aussi encore utilisé tout les jours (2025) principalement dans la région de Cayo Coco pour l'épandage d'insecticide (anti-moustiques) dans les stations balnéaires.
- Égypte :
- France : Un lot d'appareils polonais fut acheté dans les années 1960 pour les clubs de parachutisme. Un An-2 « HA-MEP » spécial fut exposé a l'Aéroport de Laval - Entrammes et est en cours de restauration depuis mars 2011 au sein de l'association « Les Ailes De L'Ouest » qui en est devenue le propriétaire. Les Ailes De L'Ouest possèdent aussi les restes de l'AN-2 immatriculé F-AZHB. L'association GenAIRation Antonov fait voler depuis 1999 un AN-2 « HA-ABD » lors de meetings ou pour des largages de parachutistes.
- Hongrie :
- Irak :
- Laos :
- Mali :
- Mongolie :
- Nicaragua :
- Pays-Bas :
- Pologne : L’An-2 était toujours utilisé par l’armée de l’air polonaise en 2005 au sein des 2 ELTL (Bydgoszcz), 3 ELTL (Wroclaw-Strachowice), 13 ELTr (Krakow-Balice) et 3 ELT (base aérienne Krzesiny)
- Roumanie : Sur une dizaine d’appareils répartis en 1976 entre deux régiments, on comptait encore 8 An-2 en service en 1982, affectés principalement à l'entraînement et la formation des parachutistes.
- Royaume-Uni :
- Soudan :
- Tchécoslovaquie : Le 1er régiment de transport aérien d’Ostrava-Mosnov disposait en 1990 de 15 An-2.
- Tunisie :
- Turquie :
- Union soviétique : 
  -  Russie : 10 440 appareils livrés par la Pologne, tant pour utilisation civile que militaire.
  -  Arménie /  Azerbaïdjan /  Géorgie
  -  Biélorussie /  Ukraine :
  -  Estonie : Évacuant la base d’Ämari le 15 mai 1997, les forces russes abandonnèrent aux Estoniens 2 An-2.
  -  Lettonie : Utilisé par la 3e escadrille de transport de Lielvarde en 2005.
  -  Lituanie : Les 12e (Zokniai) et 22e (Pajuostis) escadrilles volaient sur An-2 en 2005.
  -  Moldavie : 2 An-2 utilisés en 2003 par l’armée et stationnés à Chișinău et Marculesti.
  -  Kazakhstan /  Kirghizistan /  Ouzbékistan /  Tadjikistan /  Turkménistan :
- Venezuela :
- Vietnam : En 2002, le 918 Hong Ha Trung Doan basé à Gia Lam disposait encore de 4 (PZL) An-2.
- Yougoslavie :
  -  Croatie : Basée à Zagreb-Pleso, la 27e ETZ (Eskadrila Transportnih Zrakoplova) disposait toujours en 2005 de (PZL) An-2.
  -  Macédoine du Nord : En septembre 2003, la 101e escadrille d’aviation utilisait un An-2 (Z3-DCR/VAM-150) provenant de l’aéro-club de Kumanov au profit de la 501e unité spéciale parachutiste à Petrovec.
  -  Bosnie-Herzégovine /  Monténégro /  Serbie /  Slovénie :

## Dans les médias

### Au cinéma
Au cinéma, l'An-2 est aussi utilisé :
- En 1984, dans  le Vol du Sphinx , avec Alain Souchon dans le rôle du pilote d'un AN2TD et Miou Miou. Dans le désert marocain un pilote aventureux sème la pagaille dans une affaire de trafic d'armes. L'avion n'y survivra pas.
- En 2008, dans Indiana Jones et le Royaume du crâne de cristal, pour se rendre à Nazca, au Pérou, Indiana Jones et Mutt Williams prennent un An-2 pour aller de Cuba à Nazca.
- En 2012: dans Expendables 2 : Unité spéciale, à la fin du combat contre Vilain (Jean-Claude Van Damme), Barney Ross (Sylvester Stallone) se voit récompensé d'un An-2 par Chapelle (Bruce Willis) pour remplacer l'hydravion que Barney avait perdu plus tôt dans le film.
- Dans la saison 4 de Stranger Things, un pilote utilise un An-2 pour faire des aller-retour entre l'Alaska et la Sibérie à des fins de contrebande.

### Télévision
- Mécanos Express
  - Saison 3 Ep 1 & 2 : Michael Manousakis a traversé l'Atlantique depuis l'Allemagne, avec escales, avec un An-2 immatriculé SP-AMP muni de réservoirs supplémentaires intérieurs, pour le livrer aux États-Unis[15]. Cette odyssée fait l'objet de plusieurs épisodes allant de la préparation de la traversée, et le vol jusqu’à sa destination finale. Ce vol a refait l'objet d'un épisode spécial dans la saison 6 Ep 17.
  - Dans un autre épisode, Michael Manousakis est sollicité comme expert du modèle pour conseiller un acheteur qui souhaite acheter un AN-2 gréé en hydravion. La vente échoue, le vendeur demandant 100 000 $ alors que Manousakis estime que c'est une épave qui ne vaut pas plus de 10 000 $.
  - Enfin dans un autre épisode, Michael Manousakis prend livraison en Allemagne d'un second AN-2 équipé d'un silencieux proéminent sur le côté droit pour remplacer l'exemplaire qui est resté au USA dans sa collection locale.

## Sources
- Revues de langue allemande : Flieger Revue, Militärverlag der DDR, éd.5/1979 p. 220 et 12/88 p. 381
- V. B. Shavrov, Histoire de la construction aéronautique en USSR